# 柱面

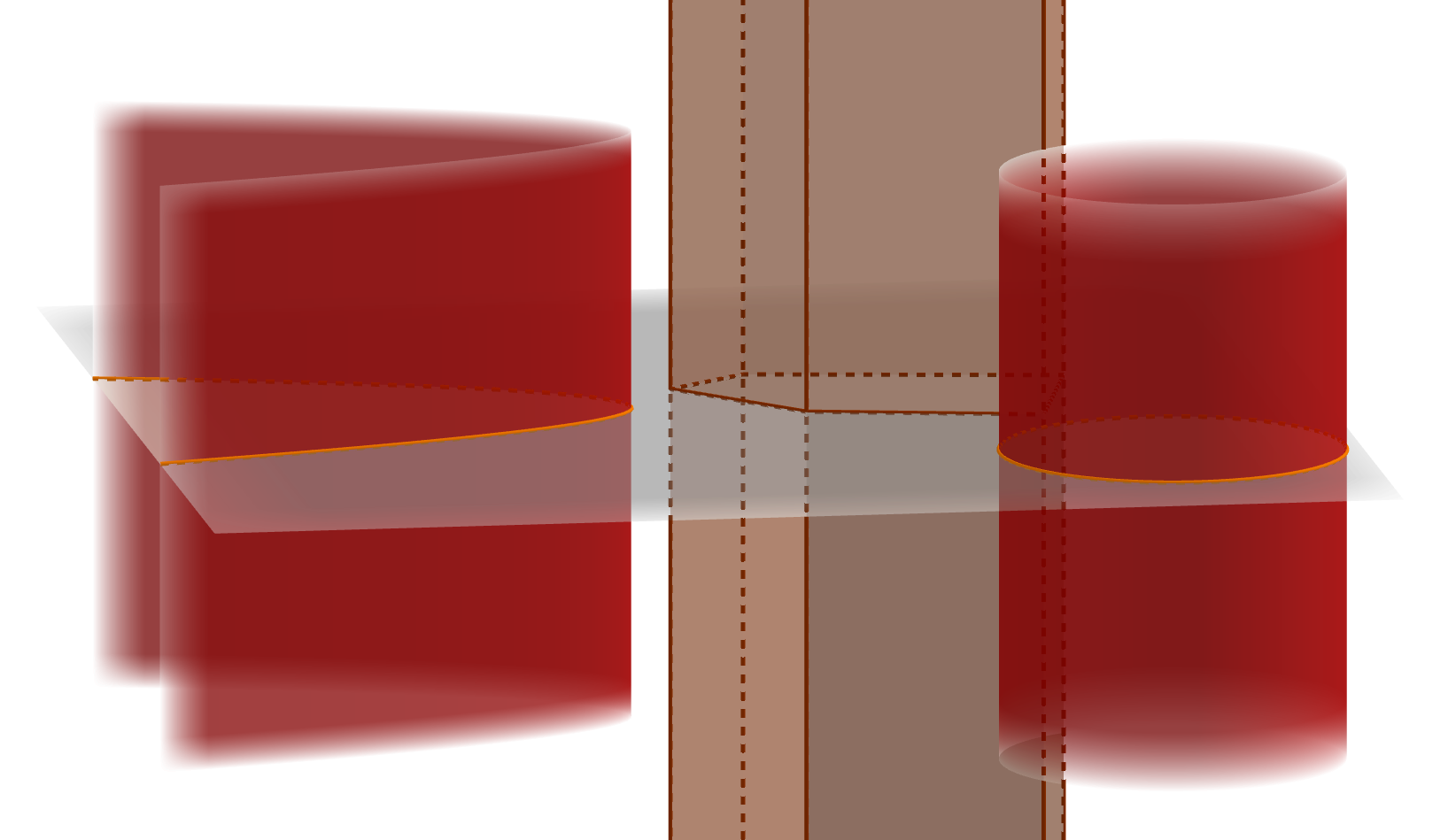
三种常见柱面：圆柱面、棱柱面和抛物柱面。

在三維空间中，由一族相互平行的直线构成的曲面称为柱面（columnar surface）又称柱状面。常见的柱面有平面、圆柱面、棱柱面等。用两个相互平行的平面截柱面，得到的是柱体（棱柱或圆柱）。
柱面可以看成：直线沿着某个曲线平行移动而形成的曲面，或者某个曲线沿着一条直线平行移动所形成的曲面。柱体向着母线方向无限伸长，得到的也是柱面。

## 组成

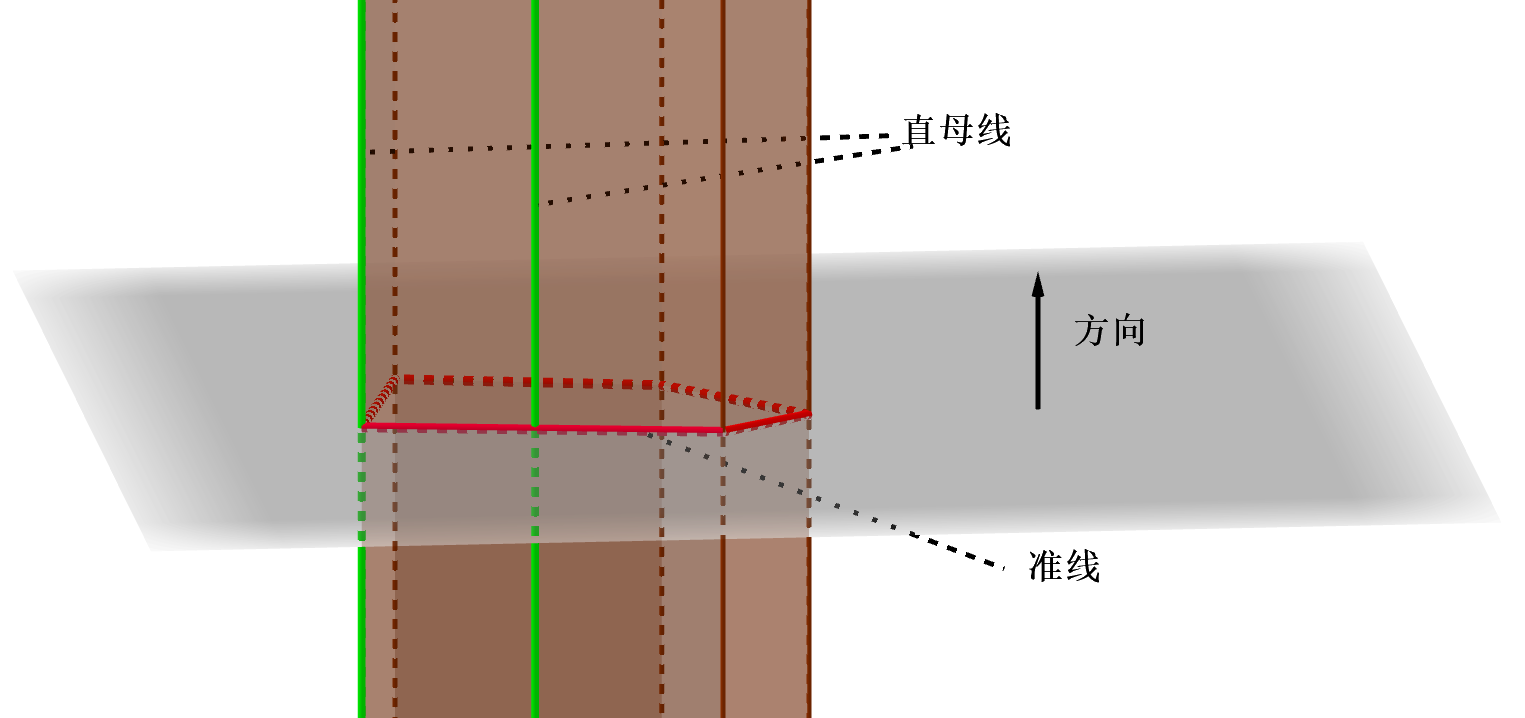
柱面的组成：棱柱的直母线、准线和方向

柱面是由一族平行直线构成的，这些直线叫做柱面的直母线。因为互相平行的所有直母线构成柱面，任意一条直母线的方向就代表了柱面的方向。通常可以用一个非零向量来表示这个方向，这个向量应当与直母线的方向是平行的，这时候就说柱面平行于这个向量。并非所有柱面都有确定的方向，比如平面就没有确定的方向，平面内任一直线都是平面的直母线，但是它们未必互相平行，所以平面有无穷多个方向。
柱面上要是有一条曲线，与柱面所有的直母线都相交，就把它叫做柱面的准线。这个曲线未必要是平面曲线。
有了一条准线和柱面的方向，柱面就被确定了。

## 相關幾何結構
無限長的柱面可用於構造三維空間的扭歪無限邊形，如四角螺旋無限邊形，環繞著無限長四角柱的柱面而構成一個四角螺旋無限邊形，其扭曲角為90度，在施萊夫利符號中以{∞}#{4}表示。